# Bolohoughia aurometallica
Bolohoughia aurometallica là một loài ruồi trong họ Tachinidae.